# Un homme debout (chanson)
Pour les articles homonymes, voir Un homme debout.
Singles de Claudio Capéo
Charlotte
(2011) Ça va ça v
(2016)
Un homme debout est un single de Claudio Capéo écrit par Sylvain Hagopian et composé par Jean-Pascal Anziani, sorti le 5 février 2016. C'est le premier single extrait de son troisième album, Claudio Capéo, qui paraît cinq mois plus tard.

## Paroles
Dans cette chanson, le chanteur d'origine italienne évoque la vie d'un sans-abri.

## Clip!
Son clip, tourné Place Bellecour à Lyon, sort sur YouTube le 25 mars 2016 et comptabilise plus de 160 millions de vues. Un homme debout est le titre le plus diffusé à la télévision en 2016. Classement hebdomadaire

## Classements
| Classement                              | Meilleure position |
| --------------------------------------- | ------------------ |
| Belgique (Wallonie Ultratop 50 Singles) | 7                  |
| France (SNEP)                           | 6                  |

## Certifications
| Région                                                                                                 | Certification | Ventes/Streams               |
| --- | ------------- | ---------------------------- |
| France (SNEP)                                                                                          | Diamant       | 10 000 000 équivalent stream |
| *Ventes selon la certification ^Mise en rayon selon la certification xNon précisé par la certification |               |                              |